# DM i cykelcross 2023
Danmarksmesterskaberne i cykelcross 2023 er den 54. udgave af DM i cykelcross. Mesterskabet finder sted 14. og 15. januar 2023 på en nybygget rute ved Ballerup Super Arena i Ballerup. Arbejdernes Bicycle Club København og Ballerup Idrætsby er arrangører. Hos damerne kører elite-, U23- og juniorrytterne i ét samlet løb, men der kåres en mester i tre rækker.

## Resultater
| Event        | Guld                    | Sølv                            | Bronze              |
| ------------ | ----------------------- | ------------------------------- | ------------------- |
| Herrer       |                         |                                 |                     |
| Herrer elite | Sebastian Fini          | Gustav Wang                     | Tobias Lillelund    |
| U23 Herrer   | Gustav Wang             | Tobias Lillelund                | Karl-Erik Rosendahl |
| Herrejunior  | Albert Withen Philipsen | Hector Damgaard                 | Tore Troelsen       |
| Damer        |                         |                                 |                     |
| Damer elite  | Caroline Bohé           | Ann-Dorthe Lisbygd              | Julie Lillelund     |
| U23 Damer    | Ingen deltagere         |                                 |                     |
| Damer junior | Julie Lillelund         | Olympia Bianca Norrid-Mortensen |                     |